# Fernando Quiroz (escritor)
Fernando Quiroz (Bogotá, 1964) es un escritor y periodista colombiano.

## Biografía
Bachiller del Gimnasio de los Cerros, estudió comunicación social y periodismo en la Universidad de La Sabana; ha sido editor cultural de las revistas Semana y del diario El Tiempo; ha colaborado también en otros medios como Cambio y SoHo. Fue corresponsal de la revista Gatopardo en Buenos Aires (2000-2001).
Publicó su primera novela —En esas andaba cuando la vi— en 2002. La segunda, Esto huele mal, fue llevada al cine con el mismo título en 2007 por Jorge Alí Triana, al año siguiente de aparecer el libro.

## Premios
- Finalista del Premio Planeta-Casa de América

## Obra
Entrevista
- El reino que estaba para mí. Conversaciones con Álvaro Mutis, 1993
- Daniel Samper Pizano se deja de vainas, 2015

Novela
- En esas andaba cuando la vi, 2002
- Esto huele mal, 2006
- Justos por pecadores, 2008
- Como un bolero, 2010
- Alguna vez estuve muerto, 2013

La última cena, 2018
Relatos
- Tanto Bogotá, 2011

Otros
- Visiones: fotomontajes de Colombia, 1997